# Ulukhaktok
Ulukhaktok è un villaggio del Canada, situato nei Territori del Nord-Ovest, nella Regione di Inuvik. La località, nota fino al 2006 come Holman, si trova sull'isola Victoria, affacciata sul golfo di Amundsen.